# Ecnomina kepin
Ecnomina kepin là một loài Trichoptera trong họ Ecnomidae. Chúng phân bố ở miền Australasia.